# Карловская городская община
Карловская городская община (укр. Карлівська міська громада) — территориальная община в Полтавском районе Полтавской области Украины. Административный центр — город Карловка.
Создана в 2020 году, согласно распоряжению Кабинета Министров Украины № 721-р от 12 июня 2020 «Об определении административных центров и утверждении территорий территориальных общин Полтавской области», путем объединения территорий и населенных пунктов Карловского городского и Голобородьковского, Липянского, Максимовского, Поповского сельских советов Карловского района Полтавской области.

## Населенные пункты
В состав общины входят 1 город (Карловка) и 16 сел: Бабайково, Владимировка, Голобородьковское, Давыдовка, Ивановка, Короленковка, Липянка, Максимовка, Михайловское, Павловщина, Поповка, Разумовка, Соленая Балка, Тагамлыкское, Тарасовка, Ясное.